# Sweti Kirik
Sweti Kirik, seltener Sweti Kirik i Julita genannt (bulgarisch Свети Кирик, bzw. Свети Кирик и Юлита) ist eine nahe der Küste (250 Meter) von Sosopol gelegene, acht Hektar große bulgarische Insel im Schwarzen Meer.
Die namensgebenden Heiligen Quiricus und Julitta waren der Tradition nach christliche Märtyrer, die in der großen Verfolgung zu Anfang des 4. Jahrhunderts zu Tode kamen und denen auf der Insel seit der Spätantike ein Kloster geweiht wurde. 1372 erhielt das Kloster H. Kyrikos und Iulitta durch eine Stiftung einen Weingarten. Das Kloster wurde 1629 von den Osmanen zerstört (siehe Sosopol#Osmanische Herrschaft).
Von 1925 bis 1936 befand sich eine Seefahrtsschule für Waisen auf der Insel. Von 1936 bis 2005 wurde die Insel als Marinestützpunkt mit Ankerplatz für bulgarische Kriegsschiffe genutzt.